# Caconemobius fori
Caconemobius fori är en insektsart som beskrevs av Gurney och D.C.F. Rentz 1978. Caconemobius fori ingår i släktet Caconemobius och familjen syrsor. Inga underarter finns listade i Catalogue of Life.